# Geslacht van verbindingsstukken

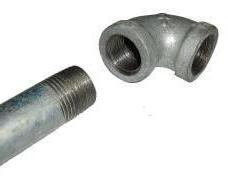
Een mannelijke buis en een vrouwelijke draadfitting waar hij in past.

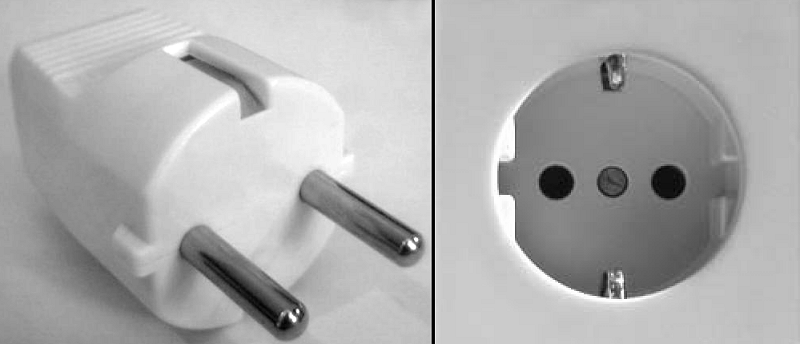
Een stekker (mannelijk) en het stopcontact (vrouwelijk)

Het geslacht van verbindingsstukken betreft de manier waarop in onder andere de elektrotechniek en bouwkunde verbindingstukken als buizen en connectors worden aangeduid als respectievelijk “vrouwelijk” en “mannelijk”. In het Nederlandse taalgebied hoort men ook wel de Engelse termen “female” en “male” (en “gender” voor “geslacht”), of “vrouwtje” en “mannetje”.
Deze benamingen zijn ontstaan met de geslachtsorganen van mensen en dieren in gedachten: vrouwelijke verbindingsstukken zijn hol en de  mannelijke worden erin gestoken. Zo is een stopcontact “vrouwelijk” en de stekker die men erin kan steken “mannelijk”. 
Bij stopcontacten voor netvoeding is steeds het onder spanning staande deel vrouwelijk. De reden is duidelijk: hierdoor worden aanraking en kortsluiting vermeden. Bij ongevaarlijke spanningen is aanraking geen probleem, maar kortsluiting, doordat het onder spanning staande deel met een metalen voorwerp in aanraking komt, soms wel.
Een ander voordeel van deze standaard is dat het onmogelijk wordt twee onder spanning staande delen met elkaar te verbinden. Een voedingskabel met twee mannelijke stekkers mag niet bestaan.
Bij andere verbindingen, bijvoorbeeld tussen audio- en videoapparatuur, heeft een snoer meestal mannelijke stekkers en een apparaat vrouwelijke chassisdelen. Nadeel daarvan is dat het mogelijk is twee uitgangen of twee ingangen met elkaar te verbinden. Zo'n verkeerde verbinding is niet gevaarlijk maar wel zinloos. Een ander nadeel is dat de verbindingssnoeren niet als verlengsnoer bruikbaar zijn.
Soms is het nodig een verbinding te maken maken tussen twee connectoren van hetzelfde geslacht. Dat kan met een verloopstuk dat “gender changer” wordt genoemd.
In veel handleidingen en vaktaal wordt aan de code van een verbindingsstuk een M of F (van Male en Female) toegevoegd om aan te duiden of het om een mannelijk of vrouwelijk verbindingsstuk gaat.